# Staðar-Kolbeinn
Kolbeinn kaldaljós Arnórsson (m. 1246) más conocido como Staðar-Kolbeinn, fue uno de los principales caudillos del clan familiar de los Ásbirningar durante la guerra civil de la Mancomunidad Islandesa, conocida como Sturlungaöld. Su nombre coincide con otros dos caudillos del mismo clan, su abuelo el goði Kolbeinn Arnórsson, y Kolbeinn ungi Arnórsson (el joven).
Hijo de Guðrún, hija del obispo Brandur Sæmundsson, y Arnór Kolbeinsson. Kolbeinn estaba estrechamente relacionado con muchos de los caudillos locales que tomaron las decisiones más vitales en el conflicto. Con la muerte de Brandur Kolbeinsson en la batalla de Haugsnes, el último gran líder de Ásbirningar, Kolbeinn se vio forzado a encabezar el clan pero ya era un hombre anciano, se encontraba muy débil, y al poco tiempo murió.